# Маями (окръг, Охайо)
Окръг Маями (на английски: Miami County) е окръг в щата Охайо, Съединени американски щати. Площта му е 1059 km², а населението - 98 868 души (2000). Административен център е град Трой.